# Bulbophyllum invisum
Bulbophyllum invisum là một loài phong lan thuộc chi Bulbophyllum.